# Elecciones generales de Brasil de 2018
Las elecciones generales se llevaron a cabo en Brasil desde el 7 de octubre de 2018, como primera vuelta, para elegir al presidente y al vicepresidente, así como al Congreso Nacional, los Gobernadores y Vicegobernadores estatales, las Asambleas Legislativas estatales y la Cámara Legislativa del Distrito Federal. La segunda vuelta se llevó a cabo el 28 de octubre de 2018, donde resultó elegido Jair Bolsonaro, del Partido Social Liberal.

## Contexto

### Elecciones presidenciales de Brasil de 2014
Las elecciones de 2014 resultaron con la candidata del Partido de los Trabajadores, Dilma Rousseff, siendo reelegida como Presidenta en la segunda vuelta con el 51.6% de los votos, derrotando a Aécio Neves del Partido de la Social Democracia Brasileña que recibió el 48.4% de los votos. Rousseff había sido elegida por primera vez en las elecciones de 2010, sucediendo a su mentor político, Luiz Inácio Lula da Silva, que estuvo en el cargo desde 2003 hasta 2011.

### Destitución de Dilma Rousseff
Sin embargo, el 3 de diciembre de 2015, los procedimientos de acusación contra Dilma Rousseff fueron aceptados oficialmente por la Cámara de Diputados. El 12 de mayo de 2016, el Senado Federal suspendió temporalmente los poderes y deberes de Rousseff durante hasta seis meses o hasta que el Senado llegara a un veredicto: destituirla de su cargo si la declaraban culpable o absolverla de los delitos imputados. El Vicepresidente Michel Temer, del Partido del Movimiento Democrático Brasileño, asumió sus poderes y deberes como Presidente interino de Brasil durante la suspensión. El 31 de agosto de 2016, el Senado votó 61-20 a favor de la acusación formal, declarando a Rousseff culpable de violar las leyes presupuestarias y destituyéndola de su cargo (Art. 85, Constitución de Brasil). El vicepresidente Temer sucedió a Rousseff como 37.º presidente de Brasil.

### Ataque contra Bolsonaro durante el evento de campaña

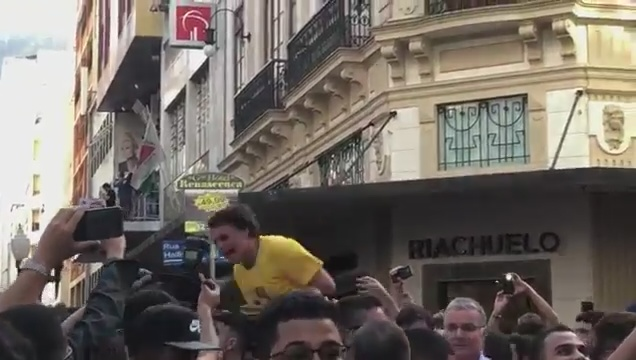
Bolsonaro siendo apuñalado

Jair Bolsonaro fue apuñalado el 6 de septiembre de 2018 mientras hacía campaña en la ciudad de Juiz de Fora, Minas Gerais e interactuaba con sus partidarios. El hijo de Bolsonaro, Flávio, ha declarado que las heridas de su padre eran solo superficiales y que se estaba recuperando en el hospital. La policía arrestó e identificó al atacante como Adelio Bispo de Oliveira, quien afirmó que fue "ordenado por Dios para llevar a cabo el ataque". Flávio Bolsonaro declaró más tarde que las heridas infligidas parecen peores de lo que se pensaba inicialmente. Él tuiteó acerca de la condición de su padre, explicando que la perforación alcanzó parte del hígado, el pulmón y parte del intestino. También afirmó que Bolsonaro había perdido una gran cantidad de sangre, llegando al hospital con una presión de 10/3, pero desde entonces se había estabilizado. 
La mayoría de los otros candidatos en la carrera presidencial (de ambos lados del espectro político), y el hasta ese momento presidente brasileño, Michel Temer, condenaron el ataque.

## Sistema electoral
La votación en Brasil está permitida para ciudadanos mayores de 16 años, y obligatoria para aquellos entre 18 y 70 años. Quienes no voten en una elección y luego no presenten una justificación aceptable (como estar fuera de su lugar de votación en ese momento) deben pagar una multa de 3.51 BRL (equivalente a 0.90 USD a partir de octubre de 2018). Los ciudadanos brasileños que residen en el extranjero solo votan por presidente.

### Elecciones presidenciales

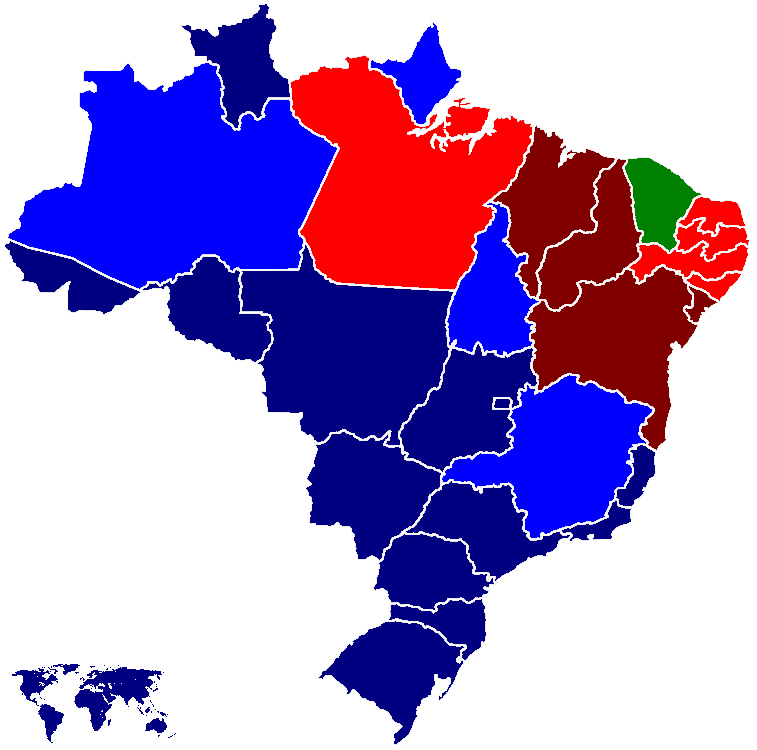
Estados ganados por candidato en la primera vuelta según el TSE.

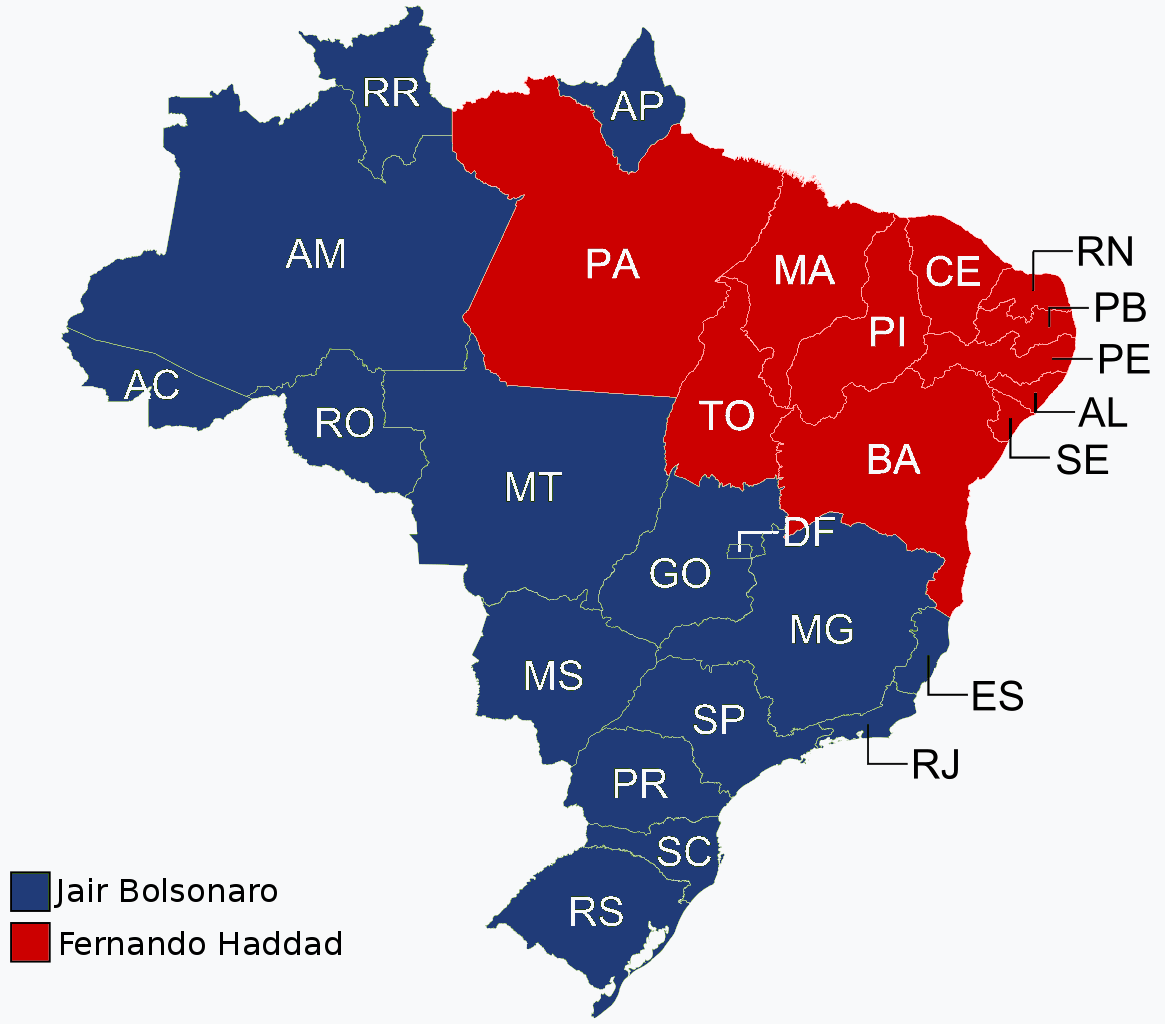
Estados ganados por candidato en la segunda vuelta según el TSE.

El Presidente y el Vicepresidente de Brasil son elegidos usando el sistema de dos rondas. Los ciudadanos pueden presentar sus candidaturas para la presidencia y participar en las elecciones generales, que se celebran el primer domingo de octubre (en este caso, el 7 de octubre de 2018). Si el candidato más votado toma más del 50% de la votación general, se lo declara elegido. Si un candidato no cumple con el umbral del 50%, se realizará una segunda ronda de votación el último domingo de octubre (en este caso, el 28 de octubre de 2018). En la segunda ronda, solo pueden participar los dos candidatos más votados de la primera ronda. Los ganadores de la segunda ronda son elegidos Presidente y Vicepresidente de Brasil.

### Elecciones al congreso

#### Elecciones al Senado Federal
Dos tercios de los 81 miembros del Senado Federal serán elegidos, el otro tercio fue elegido en 2014. Se elegirán dos candidatos de cada uno de los estados que utilicen la votación mayoritaria en bloque, y los votantes podrán emitir dos votos cada uno.

#### Elecciones a la Cámara de Díputados
Los 513 miembros de la Cámara de Diputados serán elegidos, con candidatos elegidos de 27 distritos electorales de múltiples miembros basados en los estados, que varían en tamaño de siete a 70 escaños. Las elecciones a la Cámara se llevan a cabo mediante una representación proporcional por lista abierta, con escaños asignados utilizando el cociente simple. La votación es obligatoria y los abstencionistas pueden ser multados.

### Elecciones estatales

#### Elecciones para gobernador
Los Gobernadores y Vicegobernadores del Distrito Federal y de los Estados serán elegidos usando el mismo sistema de elección presidencial brasileño, el sistema de dos rondas. Los ciudadanos pueden presentar sus candidaturas para el gobierno estatal o de distrito, y participar en las elecciones regionales, que se celebran el primer domingo de octubre (en este caso, el 7 de octubre de 2018). Si el candidato más votado toma más del 50% de la votación general, se lo declara elegido. Si un candidato no cumple con el umbral del 50%, se realizará una segunda ronda de votación el último domingo de octubre (en este caso, el 28 de octubre de 2018). En la segunda ronda, solo pueden participar los dos candidatos más votados de la primera ronda. Los ganadores de la segunda ronda son elegidos Gobernador y Vicegobernador.

#### Elecciones a las Asambleas Legislativas
Todos los miembros de las Asambleas Legislativas Estatales (diputados estatales) y de la Cámara Legislativa del Distrito Federal (diputados de distrito), que varían en tamaño de 24 a 94 escaños, serán electos. Estas elecciones también se llevan a cabo utilizando la representación proporcional por Listas abiertas, con escaños asignados utilizando el cociente simple.
| Estado o Distrito    | Diputados federales | Diputados estatales o distritales |
| -------------------- | ------------------- | --------------------------------- |
| Acre                 | 8                   | 24                                |
| Alagoas              | 9                   | 27                                |
| Amapá                | 8                   | 24                                |
| Amazonas             | 8                   | 24                                |
| Bahía                | 39                  | 63                                |
| Ceará                | 22                  | 46                                |
| Distrito Federal     | 8                   | 24                                |
| Espírito Santo       | 10                  | 30                                |
| Goiás                | 17                  | 41                                |
| Maranhão             | 18                  | 42                                |
| Mato Grosso          | 8                   | 24                                |
| Mato Grosso del Sur  | 8                   | 24                                |
| Minas Gerais         | 53                  | 77                                |
| Pará                 | 17                  | 41                                |
| Paraíba              | 12                  | 36                                |
| Paraná               | 30                  | 54                                |
| Pernambuco           | 25                  | 49                                |
| Piauí                | 10                  | 30                                |
| Río de Janeiro       | 46                  | 70                                |
| Río Grande del Norte | 8                   | 24                                |
| Río Grande del Sur   | 31                  | 55                                |
| Rondonia             | 8                   | 24                                |
| Roraima              | 8                   | 24                                |
| Santa Catarina       | 16                  | 40                                |
| São Paulo            | 70                  | 94                                |
| Sergipe              | 8                   | 24                                |
| Tocantins            | 8                   | 24                                |

## Candidatos presidenciales
Los candidatos fueron elegidos en las convenciones partidarias entre los días 20 de julio y 5 de agosto.

### Candidatos confirmados
| # | #  |  | Candidato a presidente | Candidato a presidente     | Candidato a vicepresidente | Candidato a vicepresidente          | Partido/coalición                                             | Posiciones anteriores |
| - | -- |  | ---------------------- | -------------------------- | -------------------------- | ----------------------------------- | ------------------------------------------------------------- | --- |
|   | 12 |  |                        | Ciro Gomes (PDT)           |                            | Kátia Abreu (PDT)                   | Brasil Soberano PDT, AVANTE                                   | Diputado federal por Ceará 2007–2011; ministro de Integración Nacional 2003–2006; ministro de Finanzas 1994–1995; gobernador de Ceará 1991–1994; alcalde de Fortaleza 1989–1990; diputado estatal por Ceará 1983–1989; candidato a presidente en 1998 y 2002. |
|   | 13 |  |                        | Fernando Haddad (PT)       |                            | Manuela d'Ávila (PCdoB)             | El Pueblo Feliz de Nuevo PT, PROS, PCdoB                      | Ministro de Educación de Brasil 2005–2012; alcalde de São Paulo 2013-2017. El 1 de agosto de 2018, el ministro superior de Justicia Electoral, Luiz Fux, confirmó la decisión de que el expresidente Lula no es elegible para las elecciones de 2018. |
|   | 15 |  |                        | Henrique Meirelles (MDB)   |                            | Germano Rigotto (MDB)               | Esta es la Solución MDB, PHS                                  | Ministro de Hacienda 2016–2018; presidente del Banco Central de Brasil 2003–2011; diputado federal por Goiás 2003; presidente de la Banca Global de FleetBoston Financial 1999–2002; presidente y COO de BankBoston 1996–1999; presidente de BankBoston Brasil 1984–1996. |
|   | 16 |  |                        | Vera Lúcia (PSTU)          |                            | Hertz Dias (PSTU)                   | Partido Socialista de los Trabajadores Unificado (PSTU)       | Unionista |
|   | 17 |  |                        | Jair Bolsonaro (PSL)       |                            | Antônio Hamilton Mourão (PRTB)      | Brasil por encima de Todo, Dios por encima de Todos PSL, PRTB | Diputado federal por Río de Janeiro desde 1991; concejal de Río de Janeiro 1989–1991. |
|   | 18 |  |                        | Marina Silva (REDE)        |                            | Eduardo Jorge (PV)                  | Unidos para Transformar Brasil REDE, PV                       | Portavoz de la REDE desde 2013; senadora federal por Acre 1995–2011; ministra de Medio Ambiente 2003–2008; Diputada Estatal de Acre 1991–1995; Concejal de Río Branco 1989–1991; candidata a presidente en 2010 y 2014. |
|   | 19 |  |                        | Álvaro Dias (PODE)         |                            | Paulo Rabello de Castro (PSC)       | Cambio de Verdad PODE, PSC, PTC, PRP                          | Álvaro Dias – Senador por Paraná 1983–1987 y desde 1999; gobernador del Estado de Paraná 1987–1991; diputado federal por Paraná 1975–1983; diputado estatal de Paraná 1971–1975. |
|   | 27 |  |                        | José Maria Eymael (DC)     |                            | Helvio Costa (DC)                   | Democracia Cristiana (DC)                                     | Presidente de la DC desde 1997; diputado federal por São Paulo 1986–1995; candidato a presidente en 1998, 2006, 2010 y 2014; candidato a alcalde de São Paulo en 2012. |
|   | 30 |  |                        | João Amoêdo (NOVO)         |                            | Christian Lohbauer (NOVO)           | Partido Nuevo (NOVO)                                          | João Dionisio Amoêdo – Presidente del NOVO 2011–2017. |
|   | 45 |  |                        | Geraldo Alckmin (PSDB)     |                            | Ana Amélia (PP)                     | Para unir Brasil PSDB, DEM, PP, PR, PRB, SD, PTB, PSD, PPS    | Geraldo Alckmin – Gobernador de São Paulo 2011–2018 y 2001–2006; presidente del PSDB desde 2017; secretario de Estado de Desarrollo de São Paulo 2009–2010; vicegobernador de São Paulo 1995–2001; diputado federal por São Paulo 1987–1994; diputado estatal de São Paulo 1983–1987; alcalde de Pindamonhangaba 1977–1982; concejal de Pindamonhangaba 1973–1977; candidato a presidente en 2006. |
|   | 50 |  |                        | Guilherme Boulos (PSOL)    |                            | Sônia Guajajara (PSOL)              | Vamos Sin Miedo de Cambiar Brasil PSOL, PCB                   | Profesor de la USP, político y activista social, coordinador del MTST y escritor. |
|   | 51 |  |                        | Cabo Daciolo (PATRI)       |                            | Suelene Balduino Nascimento (PATRI) | Patriota (PATRI)                                              | Diputado federal por Río de Janeiro desde 2015. |
|   | 54 |  |                        | João Vicente Goulart (PPL) |                            | Léo Dias (PPL)                      | Partido Patria Libre (PPL)                                    | Diputado estatal de Río Grande del Sur 1982–1986. |

## Debates

### Primera vuelta

#### Debates presidenciales
| Fecha                | Organizador       | Moderador                                 | Lula (PT) | Jair Bolsonaro (PSL) | Geraldo Alckmin (PSDB) | Marina Silva (REDE) | Ciro Gomes (PDT) | Álvaro Dias (PODE) | Henrique Meirelles (MDB) | Guilherme Boulos (PSOL) | Cabo Daciolo (PATRI) | João Vicente Goulart (PPL) | João Amoêdo (NOVO) | Eymael (DC) | Vera Lúcia (PSTU) |
| -------------------- | ----------------- | ----------------------------------------- | --------- | -------------------- | ---------------------- | ------------------- | ---------------- | ------------------ | ------------------------ | ----------------------- | -------------------- | -------------------------- | ------------------ | ----------- | ----------------- |
| 9 de agosto de 2018  | Rede Bandeirantes | Ricardo Boechat                           | Ausente   | Presente             | Presente               | Presente            | Presente         | Presente           | Presente                 | Presente                | Presente             | No invitado                | No invitado        | No invitado | No invitado       |
| 17 de agosto de 2018 | RedeTV!, Istoé    | Amanda Klein, Boris Casoy y Mariana Godoy | Ausente   | Presente             | Presente               | Presente            | Presente         | Presente           | Presente                 | Presente                | Presente             | No invitado                | No invitado        | No invitado | No invitado       |
| 27 de agosto de 2018 | Jovem Pan         | N/A                                       | Cancelado | Cancelado            | Cancelado              | Cancelado           | Cancelado        | Cancelado          | Cancelado                | Cancelado               | Cancelado            | Cancelado                  | Cancelado          | Cancelado   | Cancelado         |

El 1 de septiembre de 2018, el Tribunal Superior Electoral votó 6-1 para rechazar la candidatura de Lula, pero aprobó la coalición PT-PCdoB-PROS "El Pueblo Feliz de Nuevo" y la candidatura vicepresidencial de Fernando Haddad. El Partido de los Trabajadores reemplazó a Lula con Haddad y anunció a la excandidata presidencial Manuela D'Ávila como su compañera de fórmula.
| Fecha                    | Organizador                     | Moderador                     | Fernando Haddad (PT) | Jair Bolsonaro (PSL) | Geraldo Alckmin (PSDB) | Marina Silva (REDE) | Ciro Gomes (PDT) | Álvaro Dias (PODE) | Henrique Meirelles (MDB) | Guilherme Boulos (PSOL) | Cabo Daciolo (PATRI) | João Vicente Goulart (PPL) | João Amoêdo (NOVO) | Eymael (DC) | Vera Lúcia (PSTU) |
| ------------------------ | ------------------------------- | ----------------------------- | -------------------- | -------------------- | ---------------------- | ------------------- | ---------------- | ------------------ | ------------------------ | ----------------------- | -------------------- | -------------------------- | ------------------ | ----------- | ----------------- |
| 9 de septiembre de 2018  | TV Gazeta, O Estado de S. Paulo | Maria Lydia Flândoli          | Ausente              | Ausente              | Presente               | Presente            | Presente         | Presente           | Presente                 | Presente                | Ausente              | No invitado                | No invitado        | No invitado | No invitado       |
| 18 de septiembre de 2018 | Piauí, Poder360                 | N/A                           | Cancelado            | Cancelado            | Cancelado              | Cancelado           | Cancelado        | Cancelado          | Cancelado                | Cancelado               | Cancelado            | Cancelado                  | Cancelado          | Cancelado   | Cancelado         |
| 20 de septiembre de 2018 | Rede Aparecida                  | Joyce Ribeiro                 | Presente             | Ausente              | Presente               | Presente            | Presente         | Presente           | Presente                 | Presente                | Ausente              | No invitado                | No invitado        | No invitado | No invitado       |
| 26 de septiembre de 2018 | SBT, Folha, UOL                 | Carlos Nascimento             | Presente             | Ausente              | Presente               | Presente            | Presente         | Presente           | Presente                 | Presente                | Presente             | No invitado                | No invitado        | No invitado | No invitado       |
| 30 de septiembre de 2018 | RecordTV, R7                    | Adriana Araújo, Celso Freitas | Presente             | Ausente              | Presente               | Presente            | Presente         | Presente           | Presente                 | Presente                | Presente             | No invitado                | No invitado        | No invitado | No invitado       |
| 4 de octubre de 2018     | Globo, G1                       | William Bonner                | Presente             | Ausente              | Presente               | Presente            | Presente         | Presente           | Presente                 | Presente                | No invitado          | No invitado                | No invitado        | No invitado | No invitado       |

#### Debates vicepresidenciales
| Fecha                   | Organizador | Moderador     | Fernando Haddad (PT) | Hamilton Mourão (PSL) | Ana Amélia (PSDB) | Eduardo Jorge (REDE) | Kátia Abreu (PDT) | Paulo Rabello (PODE) | Germano Rigotto (MDB) | Sônia Guajajara (PSOL) | Suelene Balduino (PATRI) | Léo Alves (PPL) | Christian Lohbauer (NOVO) | Helvio Costa (DC) | Hertz Dias (PSTU) |
| ----------------------- | ----------- | ------------- | -------------------- | --------------------- | ----------------- | -------------------- | ----------------- | -------------------- | --------------------- | ---------------------- | ------------------------ | --------------- | ------------------------- | ----------------- | ----------------- |
| 5 de septiembre de 2018 | Veja        | Lillian Witte | Ausente              | Presente              | Presente          | Presente             | Ausente           | Presente             | No invitado           | No invitado            | No invitado              | No invitado     | No invitado               | No invitado       | No invitado       |

### Segunda vuelta
| 11 de octubre de 2018 | Rede Bandeirantes               | Ricardo Boechat                             | Cancelado | Cancelado | Cancelado | Cancelado | Cancelado | Cancelado | Cancelado | Cancelado | Cancelado | Cancelado | Cancelado | Cancelado | Cancelado |
| 14 de octubre de 2018 | TV Gazeta, O Estado de S. Paulo | Maria Lydia Flândoli                        | Cancelado | Cancelado | Cancelado | Cancelado | Cancelado | Cancelado | Cancelado | Cancelado | Cancelado | Cancelado | Cancelado | Cancelado | Cancelado |
| 15 de octubre de 2018 | RedeTV!, Istoé                  | Amanda Klein, Boris Casoy and Mariana Godoy | Cancelado | Cancelado | Cancelado | Cancelado | Cancelado | Cancelado | Cancelado | Cancelado | Cancelado | Cancelado | Cancelado | Cancelado | Cancelado |
| 17 de octubre de 2018 | SBT, Folha                      | Carlos Nascimento                           | Cancelado | Cancelado | Cancelado | Cancelado | Cancelado | Cancelado | Cancelado | Cancelado | Cancelado | Cancelado | Cancelado | Cancelado | Cancelado |
| 21 de octubre de 2018 | RecordTV, R7                    | Adriana Araújo, Celso Freitas               | Cancelado | Cancelado | Cancelado | Cancelado | Cancelado | Cancelado | Cancelado | Cancelado | Cancelado | Cancelado | Cancelado | Cancelado | Cancelado |
| 26 de octubre de 2018 | Globo, G1                       | William Bonner                              | Cancelado | Cancelado | Cancelado | Cancelado | Cancelado | Cancelado | Cancelado | Cancelado | Cancelado | Cancelado | Cancelado | Cancelado | Cancelado |

## Resultados

### Elecciones presidenciales
|  | 46.03 % |

|  | 55.13 % |

|  | 29.28 % |

|  | 44.87 % |

|  | 12.47 % |

|  | 4.76 % |

|  | 2.50 % |

|  | 1.26 % |

|  | 1.20 % |

|  | 1.00 % |

|  | 0.80 % |

|  | 0.58 % |

|  | 0.05 % |

|  | 0.04 % |

|  | 0.03 % |

| \| Voto popular (primera vuelta) \| Voto popular (primera vuelta) \| Voto popular (primera vuelta) \| Voto popular (primera vuelta) \| Voto popular (primera vuelta) \| \| ----------------------------- \| ----------------------------- \| ----------------------------- \| ----------------------------- \| ----------------------------- \| \| Candidato \| Candidato \| \| % \| % \| \| Bolsonaro \| Bolsonaro \| \| 46.03 % \| 46.03 % \| \| Haddad \| Haddad \| \| 29.28 % \| 29.28 % \| \| Ciro \| Ciro \| \| 12.47 % \| 12.47 % \| \| Alckmin \| Alckmin \| \| 4.76 % \| 4.76 % \| \| Amoêdo \| Amoêdo \| \| 2.50 % \| 2.50 % \| \| Daciolo \| Daciolo \| \| 1.26 % \| 1.26 % \| \| Meirelles \| Meirelles \| \| 1.20 % \| 1.20 % \| \| Silva \| Silva \| \| 1.00 % \| 1.00 % \| \| Otros \| Otros \| \| 1.5 % \| 1.5 % \| |           |  |         |         |
| Voto popular (primera vuelta) |           |  |         |         |
| Candidato | Candidato |  | %       | %       |
| Bolsonaro | Bolsonaro |  | 46.03 % | 46.03 % |
| Haddad | Haddad    |  | 29.28 % | 29.28 % |
| Ciro | Ciro      |  | 12.47 % | 12.47 % |
| Alckmin | Alckmin   |  | 4.76 %  | 4.76 %  |
| Amoêdo | Amoêdo    |  | 2.50 %  | 2.50 %  |
| Daciolo | Daciolo   |  | 1.26 %  | 1.26 %  |
| Meirelles | Meirelles |  | 1.20 %  | 1.20 %  |
| Silva | Silva     |  | 1.00 %  | 1.00 %  |
| Otros | Otros     |  | 1.5 %   | 1.5 %   |

| \| Voto popular (segunda vuelta) \| Voto popular (segunda vuelta) \| Voto popular (segunda vuelta) \| Voto popular (segunda vuelta) \| Voto popular (segunda vuelta) \| \| ----------------------------- \| ----------------------------- \| ----------------------------- \| ----------------------------- \| ----------------------------- \| \| Candidato \| Candidato \| \| % \| % \| \| Bolsonaro \| Bolsonaro \| \| 55.13 % \| 55.13 % \| \| Haddad \| Haddad \| \| 44.87 % \| 44.87 % \| |           |  |         |         |
| Voto popular (segunda vuelta) |           |  |         |         |
| Candidato | Candidato |  | %       | %       |
| Bolsonaro | Bolsonaro |  | 55.13 % | 55.13 % |
| Haddad | Haddad    |  | 44.87 % | 44.87 % |

#### Demografía del electorado
| Grupo demográfico             | Bolsonaro | Haddad | % del voto total |
| ----------------------------- | --------- | ------ | ---------------- |
| Grupo demográfico             |           |        | % del voto total |
| Voto total                    | 55        | 45     | 100              |
| Género                        |           |        |                  |
| Hombre                        | 60        | 40     | 47               |
| Mujer                         | 50        | 50     | 53               |
| Años                          |           |        |                  |
| 16–24 años                    | 50        | 50     | 15               |
| 25–34 años                    | 56        | 44     | 21               |
| 35-44 años                    | 56        | 44     | 21               |
| 45-59 años                    | 54        | 46     | 24               |
| 60 años o más                 | 56        | 44     | 19               |
| Educación                     |           |        |                  |
| Menos que escuela secundaria  | 44        | 56     | 33               |
| Escuela secundaria            | 58        | 42     | 43               |
| Universidad                   | 61        | 39     | 24               |
| Ingreso familiar              |           |        |                  |
| Menos de 2 salarios mínimos   | 42        | 58     | 40               |
| De 2 a 5 salarios mínimos     | 61        | 39     | 38               |
| De 5 a 10 salarios mínimos    | 69        | 31     | 12               |
| Arriba de 10 salarios mínimos | 67        | 33     | 10               |
| Región                        |           |        |                  |
| Sureste                       | 63        | 37     | 44               |
| Sur                           | 65        | 35     | 15               |
| Nordeste                      | 32        | 68     | 27               |
| Central-Oeste                 | 66        | 34     | 7                |
| Norte                         | 55        | 45     | 7                |
| Fuente: Datafolha             |           |        |                  |

### Elecciones legislativas

Partido ganador en las Elecciones al Senado Federal de 2018.

#### Senado Federal

Ganador por estado en las elecciones legislativas de 2018.

| Partidos                     | Partidos                                                | Votos       | %      | Electos | Total | +/–   |
| ---------------------------- | ------------------------------------------------------- | ----------- | ------ | ------- | ----- | ----- |
|                              | Partido de los Trabajadores (PT)                        | 24.785.670  | 14,47  | 4       | 6     | –6    |
|                              | Partido de la Social Democracia Brasileña (PSDB)        | 20.310.558  | 11,83  | 4       | 8     | –2    |
|                              | Partido Social Liberal (PSL)                            | 19.413.869  | 11,33  | 4       | 4     | +4    |
|                              | Movimiento Democrático Brasileño (MDB)                  | 12.800.290  | 7,47   | 7       | 12    | –6    |
|                              | Demócratas (DEM)                                        | 9.218.658   | 5,38   | 4       | 6     | +2    |
|                              | Partido Socialista Brasileño (PSB)                      | 8.234.195   | 4,80   | 2       | 2     | –5    |
|                              | Partido Social Demócratico (PSD)                        | 8.202.342   | 4,79   | 4       | 7     | +4    |
|                              | Partido Democrático Laborista (PDT)                     | 7.737.982   | 4,52   | 2       | 5     | –3    |
|                              | Partido Progresista (PP)                                | 7.529.901   | 4,39   | 5       | 6     | +1    |
|                              | Red de Sostenibilidad (REDE)                            | 7.166.003   | 4,18   | 5       | 5     | Nuevo |
|                              | Podemos (PODE)                                          | 5.494.125   | 3,21   | 1       | 5     | +5    |
|                              | Partido Socialismo y Libertad (PSOL)                    | 5.273.853   | 3,07   | 0       | 0     | –1    |
|                              | Partido Humanista de la Solidaridad (PHS)               | 4.228.973   | 2,47   | 2       | 2     | +2    |
|                              | Partido Social Cristiano (PSC)                          | 4.126.068   | 2,41   | 1       | 1     | +1    |
|                              | Solidaridad (SDD)                                       | 4.001.903   | 2,34   | 1       | 1     | –     |
|                              | Partido Nuevo (NOVO)                                    | 3.467.746   | 2,03   | 0       | 0     | Nuevo |
|                              | Partido de la República (PR)                            | 3.130.082   | 1,83   | 1       | 2     | –2    |
|                              | Partido Popular Socialista (PPS)                        | 2.954.800   | 1,72   | 2       | 2     | +2    |
|                              | Partido Republicano Progresista (PRP)                   | 1.974.061   | 1,15   | 1       | 1     | +1    |
|                              | Partido Laborista Brasileño (PTB)                       | 1.899.838   | 1,11   | 2       | 3     | –     |
|                              | Partido Comunista de Brasil (PCdoB)                     | 1.673.190   | 0,98   | 0       | 0     | –1    |
|                              | Partido Republicano Brasileño (PRB)                     | 1.505.607   | 0,88   | 1       | 1     | –     |
|                              | Partido Republicano de Orden Social (PROS)              | 1.370.513   | 0,80   | 1       | 1     | –     |
|                              | Partido Verde (PV)                                      | 1.226.392   | 0,71   | 0       | 0     | –1    |
|                              | Partido Renovador Laborista Brasileño (PRTB)            | 886.267     | 0,52   | 0       | 0     | –     |
|                              | Avante (AVANTE)                                         | 731.379     | 0,43   | 0       | 0     | –     |
|                              | Partido Patria Libre (PPL)                              | 504.209     | 0,29   | 0       | 0     | –     |
|                              | Partido Socialista de los Trabajadores Unificado (PSTU) | 413.914     | 0,24   | 0       | 0     | –     |
|                              | Partido de la Movilización Nacional (PMN)               | 329.973     | 0,19   | 0       | 0     | –     |
|                              | Partido Comunista Brasileño (PCB)                       | 256.655     | 0,15   | 0       | 0     | –     |
|                              | Partido Laborista Cristiano (PTC9                       | 222.931     | 0,13   | 0       | 1     | +1    |
|                              | Democracia Cristiana (DC)                               | 154.068     | 0,09   | 0       | 0     | –     |
|                              | Patriota (PATRI)                                        | 60.589      | 0,04   | 0       | 0     | –     |
|                              | Partido de la Mujer Brasileña (PMB)                     | 51.027      | 0,03   | 0       | 0     | –     |
|                              | Partido de la Causa Obrera (PCO)                        | 38.691      | 0,02   | 0       | 0     | –     |
|                              |                                                         |             |        |         |       |       |
| Votos válidos                | Votos válidos                                           | 171,376,322 | 73.43  | –       | –     | –     |
| Votos en blanco              | Votos en blanco                                         | 20,922,118  | 8.97   | –       | –     | –     |
| Votos nulos                  | Votos nulos                                             | 41,073,706  | 17.60  | –       | –     | –     |
| Total                        | Total                                                   | 117,111,478 | 100.00 | 54      | 81    | 0     |
| Registrados/Participación    | Registrados/Participación                               | 146.750.529 | 79.80  | -0.90   | -0.90 | -0.90 |
| Fuente: Recursos Electorales |                                                         |             |        |         |       |       |

En cursiva aquellos senadores electos en las Elecciones generales de Brasil de 2014 por el período 2015-2023.
| Estado              | Senador             | Partido | Votos     | %?     |
| ------------------- | ------------------- | ------- | --------- | ------ |
| Acre                | Sérgio Petecão      | PSD     | 244,109   | 30,71% |
| Acre                | Márcio Bittar       | MDB     | 185,066   | 23,28% |
| Acre                | Gladson Cameli      | PP      |           |        |
| Alagoas             | Rodrigo Cunha       | PSDB    | 895,738   | 34,42% |
| Alagoas             | Renan Calheiros     | MDB     | 621,562   | 23,88% |
| Alagoas             | Fernando Collor     | PTC     |           |        |
| Amapá               | Randolfe Rodrigues  | REDE    | 264,798   | 37,96% |
| Amapá               | Lucas Barreto       | PTB     | 128,186   | 18,38% |
| Amapá               | Davi Alcolumbre     | DEM     |           |        |
| Amazonas            | Plinio Valerio      | PSDB    | 834,809   | 25,36% |
| Amazonas            | Eduardo Braga       | MDB     | 607,286   | 18,45% |
| Amazonas            | Omar Aziz           | PSD     |           |        |
| Bahía               | Jaques Wagner       | PT      | 4,253,331 | 35,71% |
| Bahía               | Angelo Coronel      | PSD     | 3,927,598 | 32,97% |
| Bahía               | Otto Alencar        | PSD     |           |        |
| Ceará               | Cid Gomes           | PDT     | 3,228,533 | 41,62% |
| Ceará               | Eduardo Girão       | PROS    | 1,325,786 | 17,09% |
| Ceará               | Tasso Jereissati    | PSDB    |           |        |
| Distrito Federal    | Leila do Vôlei      | PSB     | 467,787   | 17,76% |
| Distrito Federal    | Izalci Lucas        | PSDB    | 403,735   | 15,33% |
| Distrito Federal    | José Reguffe        | Ind.    |           |        |
| Espírito Santo      | Fabiano Contarato   | REDE    | 1,117,036 | 31,15% |
| Espírito Santo      | Marcos do Val       | PPS     | 863,359   | 24,08% |
| Espírito Santo      | Rose de Freitas     | PODE    |           |        |
| Goiás               | Vanderlan Cardoso   | PP      | 1,729,637 | 31,35% |
| Goiás               | Jorge Kajuru        | PRP     | 1,557,415 | 28,23% |
| Goiás               | Ronaldo Caiado      | DEM     |           |        |
| Maranhão            | Weverton Rocha      | PDT     | 1,997,443 | 35,02% |
| Maranhão            | Eliziane Gama       | PPS     | 1,539,916 | 27,00% |
| Maranhão            | Roberto Rocha       | PSB     |           |        |
| Mato Grosso         | Juiza Selma Arruda  | PSL     | 678,542   | 24,65% |
| Mato Grosso         | Jayme Campos        | DEM     | 490,699   | 17,82% |
| Mato Grosso         | Wellington Fagundes | PR      |           |        |
| Mato Grosso del Sur | Nelsinho Trad       | PTB     | 424,085   | 18,37% |
| Mato Grosso del Sur | Soraya Thronicke    | PSL     | 373,712   | 16,19% |
| Mato Grosso del Sur | Simone Tebet        | MDB     |           |        |
| Minas Gerais        | Rodrigo Pacheco     | DEM     | 3,616,864 | 20,49% |
| Minas Gerais        | Carlos Viana        | PHS     | 3,568,658 | 20,22% |
| Minas Gerais        | Antônio Anastasia   | PSDB    |           |        |
| Pará                | Jader Barbalho      | MDB     | 1,383,306 | 19,74% |
| Pará                | Zequinha Marinho    | PSC     | 1,374,956 | 19,62% |
| Pará                | Paulo Rocha         | PT      |           |        |
| Paraíba             | Arquivos Veneziano  | PSB     | 844,786   | 24,63% |
| Paraíba             | Daniella Ribeiro    | PP      | 831,701   | 24,25% |
| Paraíba             | José Maranhão       | MDB     |           |        |

| Estado               | Senador                 | Partido | Votos     | %?     |
| -------------------- | ----------------------- | ------- | --------- | ------ |
| Paraná               | Oriovisto Guimaraes     | PODE    | 2,957,239 | 29,17% |
| Paraná               | Daniella Ribeiro        | REDE    | 2,331,740 | 23,00% |
| Paraná               | Álvaro Dias             | PODE    |           |        |
| Pernambuco           | Humberto Costa          | PT      | 1,713,565 | 25,76% |
| Pernambuco           | Jarbas Vasconcelos      | MDB     | 1,430,802 | 21,51% |
| Pernambuco           | Fernando Bezerra        | MDB     |           |        |
| Piauí                | Ciro Nogueira           | PP      | 897,959   | 29,92% |
| Piauí                | Marcelo Castro          | MDB     | 812,213   | 27,06% |
| Piauí                | Elmano Férrer           | MDB     |           |        |
| Río de Janeiro       | Flávio Bolsonaro        | PSL     | 4,380,418 | 31,36% |
| Río de Janeiro       | Arolde de Oliveira      | PSD     | 2,382,265 | 17,06% |
| Río de Janeiro       | Romário                 | PODE    |           |        |
| Río Grande del Norte | Eann Styvenson          | REDE    | 745,827   | 25,63% |
| Río Grande del Norte | Zenaide Maia            | PHS     | 660,315   | 22,69% |
| Río Grande del Norte | Fátima Bezerra          | PT      |           |        |
| Río Grande del Sur   | Luis Carlos Heinze      | PP      | 2,316,365 | 21,94% |
| Río Grande del Sur   | Paulo Paim              | PT      | 1,875,245 | 17,76% |
| Río Grande del Sur   | Lasier Martins          | PSD     |           |        |
| Rondonia             | Marcos Rogério          | DEM     | 324,939   | 24,06% |
| Rondonia             | Confúcio Moura          | MDB     | 230,361   | 17,06% |
| Rondonia             | Acir Gurgacz            | PDT     |           |        |
| Roraima              | Chico Rodrigues         | DEM     | 111,466   | 22,76% |
| Roraima              | Mecias de Jesus         | PRB     | 85,366    | 17,43% |
| Roraima              | Telmário Mota           | PTB     |           |        |
| Santa Catarina       | Esperidião Amin         | PP      | 1,226,064 | 18,77% |
| Santa Catarina       | Jorginho Mello          | PR      | 1,179,757 | 18,07% |
| Santa Catarina       | Dário Berger            | MDB     |           |        |
| São Paulo            | Major Olímpio           | PSL     | 9,039,717 | 25,81% |
| São Paulo            | Mara Gabrilli           | PSDB    | 6,513,282 | 18,59% |
| São Paulo            | José Serra              | PSDB    |           |        |
| Sergipe              | Alessandro Vieira       | REDE    | 474,449   | 25,95% |
| Sergipe              | Rogério Carvalho Santos | PT      | 300,247   | 16,42% |
| Sergipe              | Maria do Carmo Alves    | DEM     |           |        |
| Tocantins            | Eduardo Gomes           | SD      | 248,358   | 19,48% |
| Tocantins            | Irajá Abreu             | PSD     | 214,355   | 16,82% |
| Tocantins            | Kátia Abreu             | PDT     |           |        |

#### Cámara de Diputados
| Partidos                     | Partidos                                                | Votos       | %      | Escaños | +/–   |
| ---------------------------- | ------------------------------------------------------- | ----------- | ------ | ------- | ----- |
|                              | Partido de los Trabajadores (PT)                        | 10.126.611  | 10,30  | 54      | –15   |
|                              | Partido Social Liberal (PSL)                            | 11.457.878  | 11,67  | 52      | +51   |
|                              | Partido Progresista (PP)                                | 5.480.067   | 5,57   | 38      | –     |
|                              | Partido Social Demócratico (PSD)                        | 5.749.008   | 5,85   | 35      | –1    |
|                              | Movimiento Democrático Brasileño (MDB)                  | 5.439.167   | 5,53   | 34      | –32   |
|                              | Partido de la República (PR)                            | 5.224.591   | 5,31   | 33      | –1    |
|                              | Partido Socialista Brasileño (PSB)                      | 5.386.400   | 5,48   | 32      | –2    |
|                              | Partido Republicano Brasileño (PRB)                     | 4.992.016   | 5,08   | 30      | +9    |
|                              | Partido de la Social Democracia Brasileña (PSDB)        | 5.905.541   | 6,01   | 29      | –25   |
|                              | Demócratas (DEM)                                        | 4.581.162   | 4,66   | 29      | +8    |
|                              | Partido Democrático Laborista (PDT)                     | 4.545.846   | 4,62   | 28      | +9    |
|                              | Solidaridad (SD)                                        | 1.953.067   | 1,99   | 13      | –2    |
|                              | Podemos (PODE)                                          | 2.243.320   | 2,28   | 11      | +7    |
|                              | Partido Socialismo y Libertad (PSOL)                    | 2.783.669   | 2,83   | 10      | +5    |
|                              | Partido Laborista Brasileño (PTB)                       | 2.022.719   | 2,06   | 10      | –15   |
|                              | Partido Comunista de Brasil (PCdoB)                     | 1.329.575   | 1,35   | 9       | –1    |
|                              | Partido Nuevo (NOVO)                                    | 2.748.079   | 2,79   | 8       | Nuevo |
|                              | Partido Republicano de Orden Social (PROS)              | 2.042.610   | 2,07   | 8       | –3    |
|                              | Partido Social Cristiano (PSC)                          | 1.765.226   | 1,79   | 8       | –5    |
|                              | Partido Popular Socialista (PPS)                        | 1.590.084   | 1,62   | 8       | –2    |
|                              | Avante (AVANTE)                                         | 1.844.048   | 1,86   | 7       | +5    |
|                              | Partido Humanista de la Solidaridad (PHS)               | 1.426.444   | 1,45   | 6       | +1    |
|                              | Patriota (PATRI)                                        | 1.432.304   | 1,46   | 5       | +3    |
|                              | Partido Verde (PV)                                      | 1.592.173   | 1,62   | 4       | –4    |
|                              | Partido Republicano Progresista (PRP)                   | 851.368     | 0,87   | 4       | +1    |
|                              | Partido de la Movilización Nacional (PMN)               | 634.129     | 0,64   | 3       | –     |
|                              | Partido Laborista Cristiano (PTC)                       | 601.814     | 0,61   | 2       | –     |
|                              | Red de Sostenibilidad (REDE)                            | 816.784     | 0,83   | 1       | Nuevo |
|                              | Partido Patria Libre (PPL)                              | 385.197     | 0,39   | 1       | +1    |
|                              | Democracia Cristiana (DC)                               | 369.386     | 0,38   | 1       | –1    |
|                              | Partido Renovador Laborista Brasileño (PRTB)            | 684.976     | 0,70   | 0       | –1    |
|                              | Partido de la Mujer Brasileña (PMB)                     | 228.302     | 0,23   | 0       | –     |
|                              | Partido Comunista Brasileño (PCB)                       | 61.343      | 0,06   | 0       | –     |
|                              | Partido Socialista de los Trabajadores Unificado (PSTU) | 41.304      | 0,04   | 0       | –     |
|                              | Partido de la Causa Obrera (PCO)                        | 2.785       | 0,00   | 0       | –     |
|                              |                                                         |             |        |         |       |
| Votos válidos                | Votos válidos                                           | 98,338,993  | 83.97  | –       | –     |
| Votos en blanco              | Votos en blanco                                         | 7,499,442   | 6.40   | –       | –     |
| Votos nulos                  | Votos nulos                                             | 11,272,295  | 9.63   | –       | –     |
| Total                        | Total                                                   | 117.111.476 | 100.00 | 513     | 0     |
| Registrados/Participación    | Registrados/Participación                               | 146.750.529 | 79,80  | -0.90   | -0.90 |
| Fuente: Recursos Electorales |                                                         |             |        |         |       |

### Elecciones estatales

#### Gobernadores electos
En las mismas fechas de las elecciones presidenciales se llevaron a cabo las de gobernadores de los estados, resultando electos los siguientes:
| Bandera | Estado               | UF | Gobernador             | Partido | Vicegobernador        | Partido | Coalición |
| ------- | -------------------- | -- | ---------------------- | ------- | --------------------- | ------- | --- |
|         | Acre                 | AC | Gladson Cameli         | PP      | Major Rocha           | PSDB    | Cambio y Competencia PP, MDB, DEM, PSDB, PSD, PTB, PR, PMN, SD, PPS y PTC                                         |
|         | Alagoas              | AL | Renan Filho            | MDB     | Luciano Barbosa       | MDB     | Avanza más Alagoas MDB, PT, PTB, PDT, PODE, PPS, PR, PCdoB, DEM, PHS, PV, AVANTE, PSD, PRTB, DC, PRP, PMB y PMN   |
|         | Amapá                | AP | Waldez Góes            | PDT     | Jaime Nunes           | PROS    | Con la fuerza del pueblo por más logros PDT, PROS, PTB, MDB, DC, PRB, PRP, PCdoB y PMB                            |
|         | Amazonas             | AM | Wilson Lima            | PSC     | Carlos Almeida        | PRTB    | Transformación para un nuevo Amazonas PSC, PRTB y REDE                                                            |
|         | Bahía                | BA | Rui Costa              | PT      | João Leão             | PP      | Más trabajo por toda Bahia PT, PP, PDT, PSD, PSB, PCdoB, PR, PRP, PMB, PODE, AVANTE, PMN, PROS y PTC              |
|         | Ceará                | CE | Camilo Santana         | PT      | Izolda Cela           | PDT     | Por un Ceará cada vez más fuerte PT, PDT, PP, PSB, PR, PTB, DEM, PCdoB, PPS, PRP, PV, PMN, PPL, PATRI, PRTB y PMB |
|         | Distrito Federal     | DF | Ibaneis Rocha          | MDB     | Paco Britto           | Avante  | Para hacer la diferencia MDB, PP, AVANTE, PSL y PPL                                                               |
|         | Espírito Santo       | ES | José Renato Casagrande | PSB     | Jacqueline Moraes     | PSB     | Espíritu Santo más igual PSB, PHS, PROS, PV, PSC, AVANTE, PTC, PPS, PSDB, PP, DEM, PDT, PPL, DC, SD, PRP y PSD    |
|         | Goiás                | GO | Ronaldo Caiado         | DEM     | Lincoln Tejota        | PROS    | El cambio es ahora DEM, PRP, PROS, PMN, PMB, PR, PSC, DC, PSL, PODE, PTC, PRTB y PDT                              |
|         | Maranhão             | MA | Flávio Dino            | PCdoB   | Carlos Brandão        | PRB     | Todos por Maranhão PCdoB, PRB, PDT, PPS, PT, AVANTE, PTB, PROS, PSB, PR, DEM, PP, PATRI, PTC, SD y PPL            |
|         | Mato Grosso          | MT | Mauro Mendes           | DEM     | Otaviano Pivetta      | PDT     | Para cambiar Mato Grosso DEM, PDT, PSD, PSC, MDB, PMB, PHS y PTC                                                  |
|         | Mato Grosso del Sur  | MS | Reinaldo Azambuja      | PSDB    | Murilo Zauith         | DEM     | Avanzar con responsabilidad PSDB, DEM, PTB, PSL, PMB, PSB, PSD, PP, PPS, PROS, PMN, SD y PATRI                    |
|         | Minas Gerais         | MG | Romeu Zema             | NOVO    | Paulo Brant           | NOVO    | NOVO (sin coalición)                                                                                              |
|         | Pará                 | PA | Helder Barbalho        | MDB     | Lúcio Vale            | PR      | El Pará de aquí en adelante MDB, PR, PP, PSD, PRB, PTB, PODE, PROS, PSC, PSL, PATRI, AVANTE, PHS, DC, PMB y PTC   |
|         | Paraíba              | PB | João Azevêdo           | PSB     | Lígia Feliciano       | PDT     | La Fuerza del Trabajo PSB, PDT, PT, DEM, PTB, PRP, PODE, PRB, PCdoB, AVANTE, PPS, REDE, PMN y PROS                |
|         | Paraná               | PR | Ratinho Junior         | PSD     | Darci Piana           | PSD     | Paraná Innovador PSD, PSC, PRB, PR, PPS, PV, PHS, AVANTE y PODE                                                   |
|         | Pernambuco           | PE | Paulo Câmara           | PSB     | Luciana Santos        | PCdoB   | Frente Popular de Pernambuco PSB, PCdoB, PT, MDB, PP, PR, PMN, PTC, PRP, PATRI, PSD, PPL y SD                     |
|         | Piauí                | PI | Wellington Dias        | PT      | Regina Sousa          | PT      | La Victoria con la Fuerza del Pueblo PT, MDB, PP, PTB, PCdoB, PRTB y PDT                                          |
|         | Río de Janeiro       | RJ | Wilson Witzel          | PSC     | Cláudio Castro        | PSC     | Más Orden, Más Progreso PSC y PROS                                                                                |
|         | Río Grande del Norte | RN | Fátima Bezerra         | PT      | Antenor Roberto       | PCdoB   | En el lado correcto PT, PCdoB y PHS                                                                               |
|         | Río Grande del Sur   | RS | Eduardo Leite          | PSDB    | Ranolfo Vieira Júnior | PTB     | Rio Grande de la Gente PSDB, PTB, PP, PRB, PPS, REDE y PHS                                                        |
|         | Rondonia             | RO | Coronel Marcos Rocha   | PSL     | Zé Jodan              | PSL     | PSL (sin coalición)                                                                                               |
|         | Roraima              | RR | Antônio Denarium       | PSL     | Frutuoso Lins         | PTC     | Ahora es Roraima con todo PSL, PTC, PRB, PRP, PROS, PSC, PPL y PATRI                                              |
|         | Santa Catarina       | SC | Comandante Moisés      | PSL     | Daniela Reinehr       | PSL     | PSL (sin coalición)                                                                                               |
|         | São Paulo            | SP | João Doria             | PSDB    | Rodrigo Garcia        | DEM     | AceleraSP PSDB, DEM, PSD, PRB, PP y PTC                                                                           |
|         | Sergipe              | SE | Belivaldo Chagas       | PSD     | Eliane Aquino         | PT      | Para Sergipe Avanzar PSD, PT, MDB, PP, DC, PHS y PCdoB                                                            |
|         | Tocantins            | TO | Mauro Carlesse         | PHS     | Wanderlei Barbosa     | PHS     | Gobierno de actitud PHS, PP, DEM, SD, PTC, PRB, AVANTE, PATRI y PROS                                              |

## Apoyos en la segunda vuelta
Con el resultado oficial de la primera vuelta, las figuras y partidos políticos ya comenzaron a definir a quién iban a apoyar en la segunda vuelta, optando entre Fernando Haddad del Partido de los Trabajadores, Jair Bolsonaro del Partido Social Liberal o por la neutralidad.
| Optan por apoyar al candidato Jair Bolsonaro: - PTB - PSC - ACM Neto, alcalde de Salvador y Presidente Nacional de DEM - Gilberto Kassab del PSD, Ministro de Ciencia, Tecnología, Innovaciones y Comunicaciones y exalcalde de São Paulo - Ana Amélia Lemos del PP, candidata a vicepresidenta en la fórmula de Geraldo Alckmin - João Doria del PSDB, candidato a gobernador de São Paulo - Wilson Witzel del PSC, candidato a gobernador de Río de Janeiro - Romeu Zema de NOVO, candidato a gobernador de Minas Gerais - Eduardo Leite del PSDB, candidato a gobernador de Río Grande del Sur - José Ivo Sartori del MDB, candidato a gobernador de Río Grande del Sur - Carlos Eduardo Alves del PDT, candidato a gobernador de Río Grande del Norte - Amazonino Mendes del PDT, candidato a gobernador de Amazonas - Eliana Calmon (afiliada a REDE) exministra del Tribunal Superior de Justicia y del Consejo Nacional de Justicia - Odilon de Oliveira (exjuez federal) del PDT, candidato al gobierno de Mato Grosso del Sur - Reinaldo Azambuja del PSDB, candidato al gobierno de Mato Grosso del Sur - Ronaldo Caiado de DEM, gobernador electo de Goiás. | Optan por apoyar al candidato Fernando Haddad: - PDT (apoyo crítico) - PSB - PSOL y su candidato a la presidencia, Guilherme Boulos - PPL y su candidato a la presidencia, João Goulart Filho - PSTU - PCO - PCB - Marina Silva de REDE, candidata a la presidencia. (voto crítico) - Eymael de DC, candidato a la presidencia. - Jarbas Vasconcelos del MDB, senador electo por Pernambuco. - Alberto Goldman del PSDB, exgobernador de São Paulo. - Cristovam Buarque, senador de la República. - Rodrigo Janot, exprocurador de la República. | Optan por permanecer neutrales: \| - NOVO[90] - PP[90] - PSDB[91] - PSD[92][nota 21] - PRB[93] - PR[94] - PPS[90] - PMB - PHS - PRP \| - PMN - PTC - REDE - DC - AVANTE - PODE[90] - PATRI - MDB - SD - DEM[65] \| |
| - NOVO - PP - PSDB - PSD - PRB - PR - PPS - PMB - PHS - PRP | - PMN - PTC - REDE - DC - AVANTE - PODE - PATRI - MDB - SD - DEM | |

### Sitios web oficiales de la campaña
- Geraldo Alckmin (PSDB, DEM, PP, PR, PRB, SD, PTB, PSD, PPS) para Presidente
- João Amoêdo (NOVO) para Presidente
- Jair Bolsonaro (PSL, PRTB) para Presidente Archivado el 6 de enero de 2019 en Wayback Machine.
- Guilhemere Boulous (PSOL, PCB) para Presidente
- Álvaro Dias (PODE, PSC, PTC, PRP) para Presidente
- Ciro Gomes (PDT, AVANTE) para Presidente
- Vera Lúcia (PSTU) para Presidente Archivado el 2 de octubre de 2018 en Wayback Machine.
- Henrique Meirelles (MDB, PHS) para Presidente
- Marina Silva (REDE, PV) para Presidente

### Infografía
- Mapa de los resultados de primera vuelta dividido por zonas electorales
- Mapa de los resultados de segunda vuelta dividido por zonas electorales

- Datos: Q28220142
- Multimedia: 2018 elections in Brazil / Q28220142